# Gerhard Alexander von Saß
Gerhard Alexander Freiherr von Saß (* 12. Oktober 1718 zu Groß-Buschdorf (Buschhof) in Kurland; † 17. Juli 1790) war ein preußischer Generalleutnant, Chef des Garnisonsregiments Nr. 6, Kommandant der Festung Cosel sowie Erbherr auf Groß Ellguth, Gieraltowitz, Stubendorf und Tschammer Ellguth.

## Leben

### Herkunft
Gerhard entstammte dem baltischen Adelsgeschlecht von Saß. Seine Eltern waren der Hauptmann Gerhard von Saß († 1735), Erbherr auf Brüggen und Kummelen, und dessen Ehefrau Margarethe, geborene von Plater († 1771) aus dem Hause Istitz.

### Militärlaufbahn
Saß kam 1732 auf das Gymnasium in Mitau. 1734 wechselte er auf die Universität Königsberg, wo er ein Jahr verblieb. Im Jahr 1736 trat Saß in preußische Dienste und kam in das Infanterieregiment „Schwerin“. Dort lernte er auch den damaligen Kronprinzen Friedrich kennen, für den er später noch einige Geheimaufträge erledigte. Am 27. September 1740 wurde er Fähnrich. Während der Schlacht bei Mollwitz erhielt er zwei schwere Verletzungen. Er wurde von einer Musketenkugel getroffen und eine Kartätschenkugel zerschmetterte ihn das linke Bein. Er wurde schon als scheinbar tot vom Schlachtfeld getragen, doch er erholte sich langsam, lebte aber Zeit seines Lebens mit Schmerzen. Am 6. August 1741 wurde Saß Sekondeleutnant und am 18. Januar 1743 erhielt er als Hauptmann (außer der Reihe) eine eigene Kompanie beim Füsilierregiment „Anhalt“. Am 1. August 1744 wurde er zum Garnisonsregiment „Salder“ nach Cosel versetzt. Als die Festung 1745 vor den Österreichern kapitulierte, ging auch er in Gefangenschaft und wurde später ausgetauscht.
Am 7. Oktober 1747 wurde er Major. Am 30. November 1751 kaufte er das Gut Britzlawiz und erhielt das schlesische Inkolat. Am 1. Juli 1756 wurde Saß Oberstleutnant und am 20. Juli 1756 Kommandant von Brieg. Am 4. Dezember 1760 wurde er zum Oberst befördert und wurde Kommandeur des Garnisonsregiments „Lattorf“. Am 4. April 1762 wurde er Chef des Regiments und wirklicher Kommandant.
Am 27. September 1766 wurde er in den Johanniterorden aufgenommen und der Komturei Süpplingenburg zugeordnet. Am 23. August 1767 erhielt er von König Friedrich II. den Orden Pour le Mérite. Unter Beförderung zum Generalmajor erhielt Saß am 21. August 1772 für sein Geschlecht die Bestätigung des Freiherrentitels. Am 1. September 1772 wurde er zudem zum Ritter des Johanniterordens geschlagen. Zum Generalleutnant ernannte ihn König Friedrich Wilhelm II. am 19. Mai 1787. Im gleichen Jahr wurde das Garnisonsregiment in ein Depotbataillon umgewandelt.

### Familie
Saß heiratete am 2. Dezember 1750 Helena Eleonore Benignen von Larisch (1737–1795) aus dem Haus Gieraltowitz. Das Paar hatte sieben Söhne und drei Töchter, darunter:
- Wilhelm Heinrich Friedrich (* 1757), preußischer Kammerherr, Herr auf Borislawitz[1]
- Magarethe Helene Gertrude (* 1765)

⚭ 1783 Hans Friedrich Wilhelm von Haugwitz auf Pannewitz
⚭ 1787 Johann Traugott von Lossow († 1816), Herr auf Borislawitz und Groß Ellguth